# Julien Maitron
Julien Maitron  (20 février 1881 à Dompierre-sur-Nièvre - 29 octobre 1972 à Tourriers) est un coureur cycliste français.

## Biographie
- Cycliste professionnel de 1904 à 1912. Il est le premier coureur à avoir franchi un col alpestre sur le Tour de France, à savoir le col Bayard en 1905.

## Palmarès
- 1900
  - Championnat de la Nièvre[2]
- 1903
  - 3e du championnat de la Nièvre
- 1904
  - 5e du Tour de France
- 1905
  - 9e du Tour de France
- 1907
  - 5e de Paris-Lille
- 1908
  - 2e de Paris-Honfleur
- 1909
  - Paris-Calais
  - 2e de Imola-Piacenza-Imola
- 1910
  - 6e étape du Tour de France
  - 9e du Tour de France

## Résultats sur le Tour de France
8 participations
- 1904 : 5e du classement général
- 1905 : 9e du classement général
- 1907 : abandon (12e étape)
- 1908 : abandon (4e étape)
- 1909 : 11e du classement général
- 1910 : 9e du classement général et vainqueur de la 6e étape
- 1911 : 14e du classement général
- 1912 : 27e du classement général